# NATO-Medaille

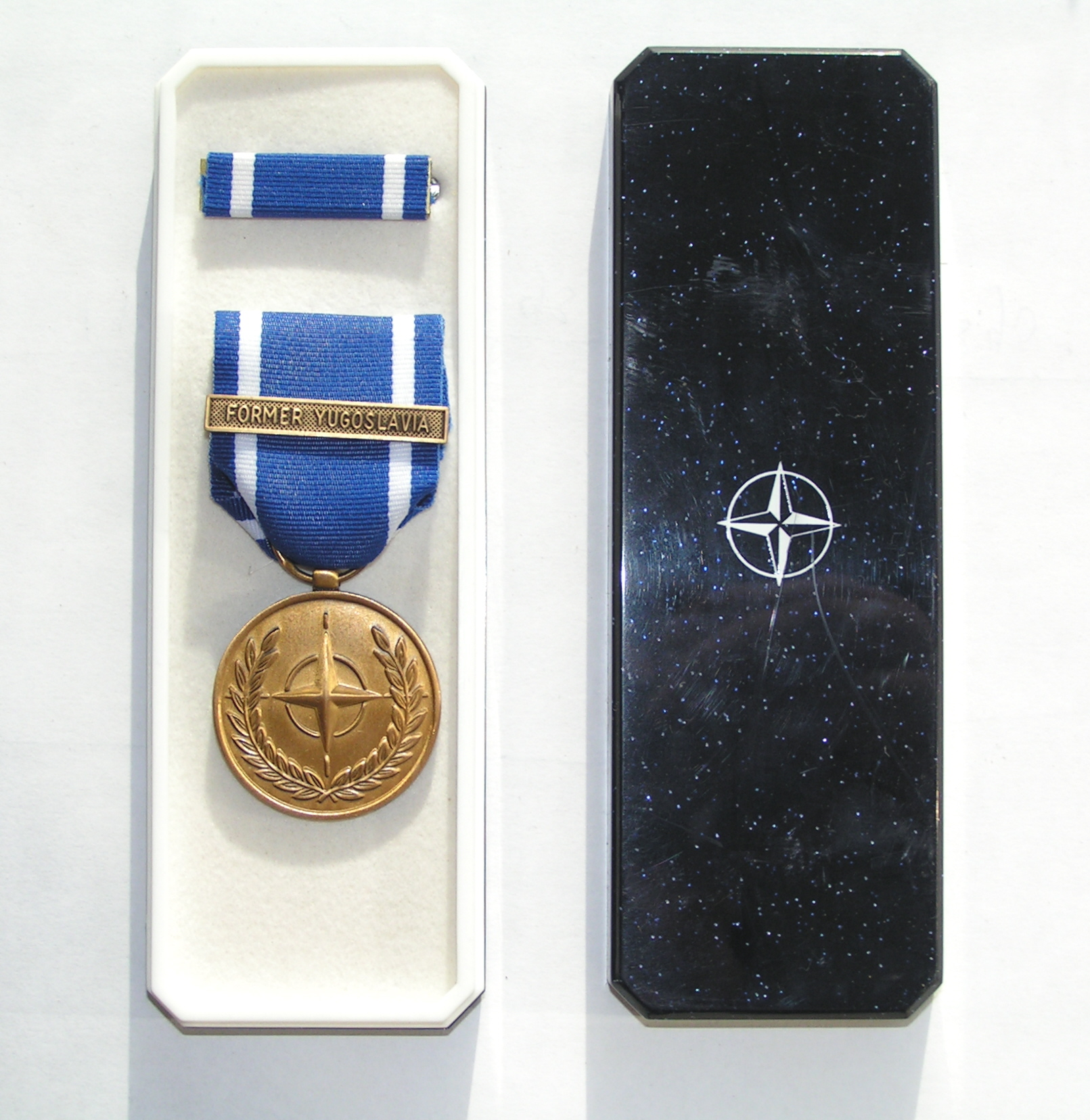
NATO-Einsatzmedaille mit Spange „Former Yugoslavia“ im Verleihungsetui

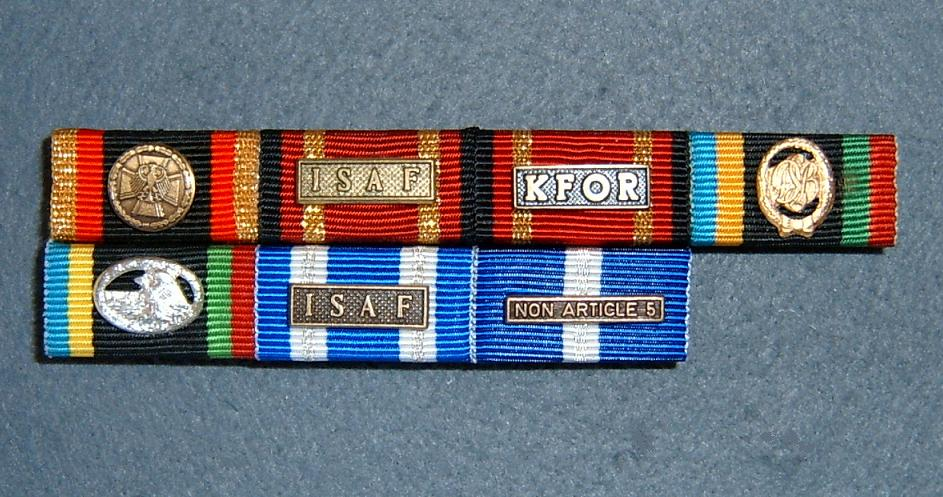
Bandschnalle Ehrenmedaille Bw, Einsatzmedaille ISAF und KFOR, Sportabzeichen, DLRG, NATO Einsatzmedaillen ISAF und NON ARTICLE 5

Die NATO-Medaille ist eine Auszeichnung der NATO für Militärpersonen, die an NATO-geführten Auslandseinsätzen (z. B. SFOR, KFOR oder ISAF) teilgenommen haben.
Für die Einsätze SFOR (Bosnien-Herzegowina) und KFOR (Kosovo) wurde jeweils eine andere Form der NATO-Medaille verliehen. Diese unterscheiden sich im Ordensband sowie in der Aufschrift auf der Auszeichnung sowie der Spange auf der Bandschnalle.
Sie darf von aktiven und ehemaligen Soldaten der Bundeswehr getragen werden. Die Verleihung der Bundeswehr-Einsatzmedaille und der dazugehörigen NATO-Medaille erfolgt in der Regel in einer ehrenvollen Zeremonie, der Medal Parade, im Einsatzland.
Wird die NATO-Medaille von aktiven und ehemaligen Soldaten der Bundeswehr getragen, so müssen sie die Bandschnalle in der 25 mm Ausführung selbst beschaffen, da nur die Ausführung in 25 mm am Dienstanzug erlaubt ist.
Zu Beginn der SFOR-Einsätze erfolgte die Verleihung der NATO-Medaille auf Grund von Lieferschwierigkeiten erst am Heimatstandort.
War ein Soldat mehrmals im selben Einsatzgebiet, z. B. bei SFOR, dann erhält er erneut die NATO-Medaille, allerdings findet sich dann auf der Bandschnalle eine aufgesetzte „2“ die dafür steht, dass der Soldat in dem Beispiel schon zweimal im SFOR-Einsatz war.

## Meritorious Service Medal
Die NATO Meritorious Service Medal (MSM) wurde erstmals 2003 verliehen, um das NATO-Personal auszuzeichnen, dessen persönliche Initiative und Einsatz über ihre normale Pflicht hinausging, um sowohl für ihre Kollegen als auch für die NATO als Organisation etwas zu bewirken. Die Medaille ist die persönliche Auszeichnung des Generalsekretärs der NATO, der jede Auszeichnung genehmigt. Pro Jahr werden ungefähr 150 Medaillen vergeben und es ist die einzige Auszeichnung für den persönlichen Einsatz von NATO-Personal. Die Medaille kann sowohl für Militär- als auch an Zivilpersonal vergeben werden. Bei der Beurteilung von Nominierungen für den Auszeichnung werden mehrere Kriterien berücksichtigt: die Verrichtung von mutigen Handlungen unter schwierigen oder gefährlichen Umständen; außergewöhnliche Führung oder persönliches Vorbild; die Erbringung eines herausragenden individuellen Beitrags zu einem von der NATO geförderten Programm oder einer von der NATO geförderten Tätigkeit; oder die Bewältigung besonderer Schwierigkeiten oder Entbehrungen im Interesse der NATO. Die NATO Meritorious Service Medal ist zum Tragen an Uniformen der NATO-Staaten zugelassen.

## Bandschnallen
Inzwischen gibt es die Medaille entsprechend den verschiedenen Einsätzen u. a. mit folgenden Bandschnallen:

„Former Yugoslavia“ für IFOR und SFOR
„Kosovo“ für KFOR
„Article 5“ für Eagle Assist
„Article 5“ für Active Endeavour
„Non Article 5“ für den Balkan (KFOR)
„Non Article 5“ für ISAF
„Macedonia“ für Task Force Fox
„Meritorious Service“